# Waldorf Astor, 2:e viscount Astor
Waldorf Astor, 2:e viscount Astor, född 19 maj 1879 och död 30 september 1952, var en brittisk miljonär och politiker. Son till William Waldorf Astor, 1:e viscount Astor och bror till John Jacob Astor, 1:e baron Astor av Hever.
Astor invaldes i underhuset som unionist 1910, där han kvarstannade till 1919, då han vid faderns död intog dennes plats i överhuset. Astor, som under första världskriget var generalinspektör för inkvarteringstjänsten, blev 1918 parlamentssekreteerare först hos premiärministern, Lloyd George och sedan i livsmedelsministeriet och innehade 1919-21 samma befattning hos hälsovårdsministern. 
Astor har i likhet med sin hustru, Nancy Astor ivrigt verkat för strängare restriktionsbestämmelser vid spritutskänkning, varvid den från fadern ärvda tidningen The Observer fått tjänstgöra som språkrör.